# Alberto Cruz Loyola
Alberto Atenagros Cruz Loyola (Huandoval, 4 de febrero de 1946) es un ingeniero químico, empresario y político peruano. Fue congresista de la república por Áncash durante dos periodos.

## Biografía
Nació en el distrito de Huandoval, ubicado en la provincia de Pallasca de la región Áncash, el 4 de febrero de 1946.
Es egresado de la Universidad Nacional Mayor de San Marcos, en donde se graduó de ingeniero químico (1965-1970). Estudió también en la Universidad de ESAN, sin embargo, no logró culminar sus estudios.
Es también empresario, donde laboró en diversas empresas vinculadas a laboratorios.

## Carrera política
Alberto Cruz Loyola se inicia en la política peruana como militante y cofundador de Perú Posible, partido político de Alejandro Toledo. En el partido desempeñó el cargo de secretario nacional de organización desde 1999 hasta 2002.
En las elecciones generales del año 2000, participó como candidato al Congreso de la República por Perú Posible y fue elegido como congresista por la región Áncash con 20 064 votos, siendo luego juramentado para el periodo parlamentario 2000-2005.
Como congresista formó parte de la oposición al gobierno de Alberto Fujimori y participó en la Marcha de los Cuatro Suyos encabezada por Alejandro Toledo. Sin embargo, Cruz Loyola generó polémicas durante la votación para la Mesa Directiva del Congreso debido a que no mostró su voto en favor de Luis Solari, candidato de la oposición y quienes habían acordado esta acción en muestra de transparencia.
En noviembre del mismo año, su periodo congresal fue recortado hasta julio del 2001 debido a la difusión de los “Vladivideos” y por la vacancia presidencial contra Alberto Fujimori por su fuga hacia Japón. Posteriormente postuló a la reelección en las elecciones del año 2001 como representante de Áncash y fue reelegido para el periodo 2001-2006.
Desde el año 2002 fue representante de Perú Posible ante el Acuerdo Nacional. Fue autor del proyecto de ley del número de concejales en los Gobiernos Regionales del Perú.
Al culminar su segundo gestión, Cruz intentó ser nuevamente reelegido en 2006. Sin embargo, obtuvo solamente 4,800 votos sin resulta reelecto. Luego ese mismo año, postuló como independiente a la alcaldía del distrito de Huandoval y quedó en segundo lugar.
En agosto del 2015, Alberto Cruz Loyola renunció a Perú Posible. Actualmente desde marzo del 2018 está afiliado al Partido Morado.

## Controversias
En el año 2004, ante la denuncia de la falsificación de firmas para la inscripción del partido Perú Posible ante el Jurado Nacional de Elecciones, la testigo Gladys Álvarez González confirmó la participación de Alberto Cruz Loyola en el proceso de firmas falsas en el año 1995.